# برئا
برئا (به لاتین: Berea) یک شهرک در آفریقای جنوبی است که در City of Johannesburg Metropolitan Municipality واقع شده‌است. برئا ۱٫۰۱ کیلومتر مربع مساحت و ۴۲٬۸۰۱ نفر جمعیت دارد.